# Copestylum cupricolor
Copestylum cupricolor är en tvåvingeart som först beskrevs av Hull 1948.  Copestylum cupricolor ingår i släktet Copestylum och familjen blomflugor.
Artens utbredningsområde är Venezuela. Inga underarter finns listade i Catalogue of Life.